# Route nationale 724
Die Route nationale 724, kurz N 724 oder RN 724, war eine französische Nationalstraße, die von 1933 bis 1973 zwischen Aubigny-sur-Nère und einer Kreuzung mit der ehemaligen Nationalstraße 76 südwestlich von Romorantin-Lanthenay verlief. Ihre Länge betrug 68,5 Kilometer.